# Уильямс, Роуэн

Роуэн Дуглас Уильямс, барон Уильямс Ойстермаутский (англ. Rowan Douglas Williams, Baron Williams of Oystermouth, валл. Archesgob Caergaint Dr Rowan Douglas Williams, род. 14 июня 1950 года, Суонси, Уэльс, Великобритания) — британский теолог, поэт и епископ, 104-й архиепископ Кентерберийский, митрополит провинции Кентербери, примас всей Англии и глава всех англикан (в 2002—2012 годах), полиглот. 

## Воззрения
Уильямс считается одним из ведущих теологов Англиканского Сообщества, также проявляет серьёзный интерес к политике. Неоднократно выступал против войны в Ираке и призывал Тони Блэра задуматься о её последствиях. «Никого нельзя сбрасывать со счёта, ни одну группу, ни одну нацию, ни одно меньшинство, никого нельзя делать козлом отпущения за наши страхи», — говорит епископ.
Критикует негативные стороны свободнорыночной экономики и уклонение от уплаты налогов. Высказывался в поддержку кампании за налог Робин Гуда и списания внешнего долга Греции.
Считая теорию эволюции не противоречащей религиозным взглядам, называл креационизм разновидностью категориальной ошибки.
Уильямс известен тем, что впервые рукоположил гея в епископы. При этом он настаивает на том, что Библия говорит о недопустимости секса вне моногамного брака.
Уильямс заявлял, что считает неизбежным введение норм шариата в законодательство Великобритании. По его словам, включение определённых правил шариата в юридическую практику способствовало бы сохранению единства в британском обществе, так как мусульманам «не пришлось бы выбирать между преданностью национальной культуре и верностью стране».
Несколько лидеров британских мусульман, в том числе депутаты Палаты Общин, осудили высказывания Уильямса, так как «они могут привести к антиисламской агрессии» и «все граждане Великобритании должны быть равны перед законом».
9 февраля 2008 года члены Генерального Синода — верховного органа Церкви Англии — призвали Роуэна Уильямса покинуть пост в связи с его высказываниями о неизбежности введения норм шариата в законодательство Великобритании. Между тем сам архиепископ опубликовал заявление, согласно которому он не предлагает использовать нормы шариата наравне с гражданскими законами. По словам Уильямса, его главной целью является «разделение возникающих вопросов вокруг прав религиозных групп в рамках светского государства».
У простых верующих он вызывает большие симпатии. Уильямс женат. У него двое детей школьного возраста. По собственным словам, читает на девяти-десяти языках, но говорит только на трёх, включая родной — валлийский. Предпочитает простую одежду чёрного цвета расшитым сутанам, в которые обычно облачаются другие иерархи церкви.
В марте 2012 года заявил об уходе со своего поста в декабре 2012 года и о намерении начать преподавание в Кембриджском университете.

## Экуменизм. Уильямс и православие

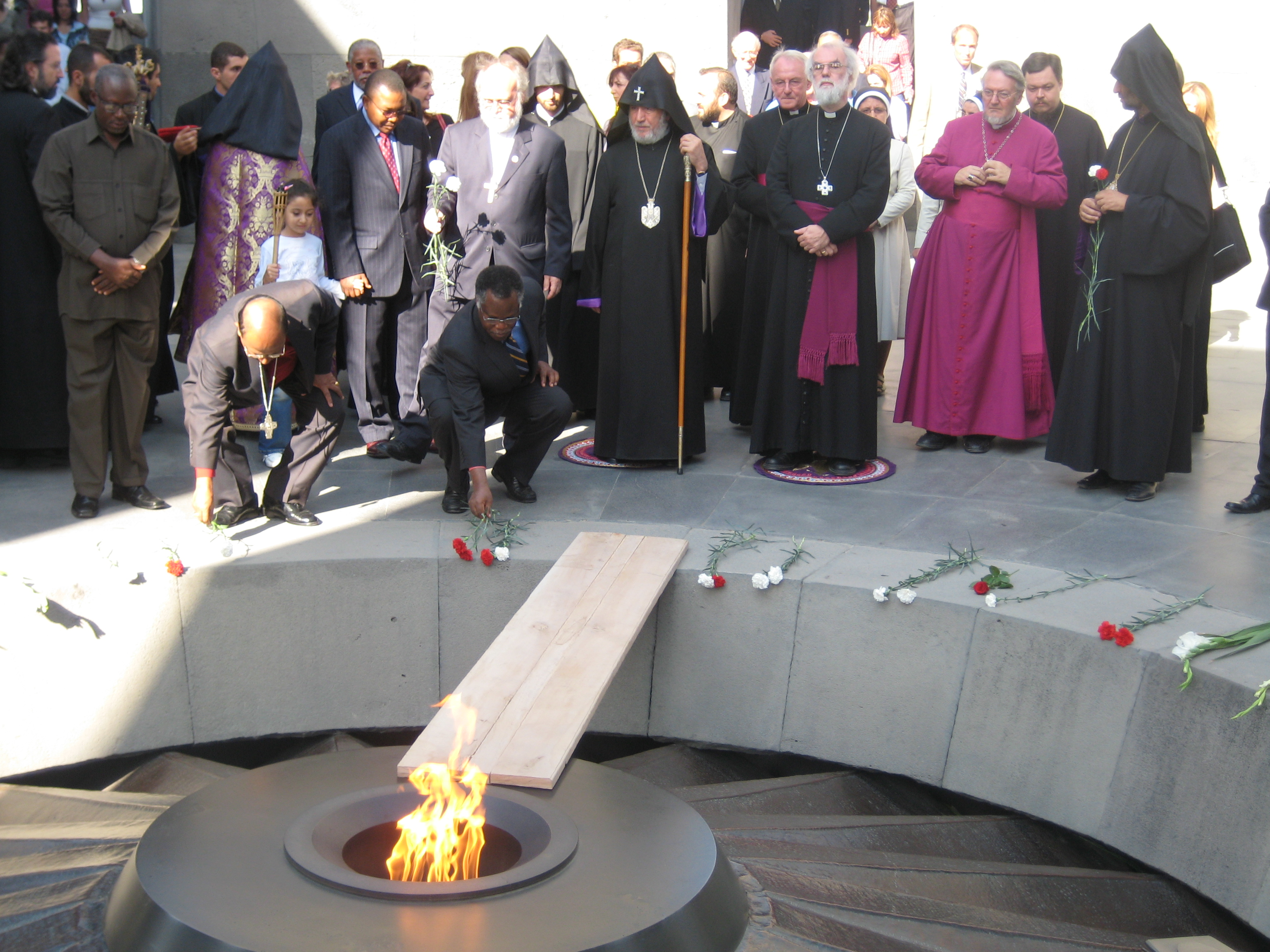
Уильямс и католикос Гарегин II у монумента армянского геноцида в Ереване поминают жертв геноцида в Дарфуре.

В юности под влиянием русской религиозной философии подумывал о переходе в православие, но «чувствовал, что в таком шаге таится некоторая опасность»: «скорее всего, мне на самом деле очень хотелось стать русским», но «поскольку я урожденный валлиец, это было трудновато».
Уильямс владеет русским языком, является автором работ о религиозной философии В. Н. Лосского и Ф. М. Достоевского. Как отмечает ректор Библейско-богословского института святого апостола Андрея А. Э. Бодров, труд Уильямса о Достоевском — не литературоведческий, а «о богословии Достоевского. Это взгляд современного богословия на то, чем Достоевский адекватен современному богословию и миру».
Является одним из руководителей экуменического Братства Святого Албания и Святого Сергия, созданного с целью сближения англиканской и православной церквей.

## Награды
- Королевская Викторианская цепь (2012 год).
- Орден Святого Иоанна (1999 год).
- Орден Франциска I (2004 год).
- Орден Совершенства 3 класса (2012 год, Пакистан).
- Орден Дружбы (27 октября 2009 года, Россия) — за большой вклад в укрепление и развитие российско-британских отношений[5].
- Почётный доктор Йельского университета (2018 год)[6].